# Apiloscatopse bifilata
Apiloscatopse bifilata är en tvåvingeart som först beskrevs av Walker 1856.  Apiloscatopse bifilata ingår i släktet Apiloscatopse och familjen dyngmyggor. Inga underarter finns listade i Catalogue of Life.